# ヤクシマスミレ
ヤクシマスミレ（屋久島菫、学名：Viola iwagawai、Viola iwagawae）は、スミレ科スミレ属の植物。南西諸島の固有種である。

## 特徴
小形のスミレであり、渓流の湿った岩上または山地に自生する多年生植物である。体細胞染色体数は2n=24である。
花柄は糸状で細く、高さは2 - 4 cmになる。花は白色で小さく、わずかに淡紫色を帯び、5 - 7月に開花する。花弁は長さ10 mmで倒卵形をしている。萼（がく）は披針形をし、長さは3.5 mmで先端がとがる。唇弁は短く、菱形に近く、紫色の条線が入り、距は短い。果実は蒴果（さくか）で、長さ3  - 5 mmほどの楕円形である。
葉は緑色で小さな三角形または扁三角形（卵形三角形）をしており、数は3 - 6枚、長さは4 - 15 mm、幅は4 - 10 mmである。しばしば展開して地に広がる。葉の縁には3 - 4個の波状の鋸歯があり、縁の近くに荒い毛が生えているほかは無毛である。側脈は2 - 3本で、時に白斑を出す。葉柄の長さは15 - 20 mmである。
地下茎は細く、間隔を開けて結節し、繊維状の根を張る。開花後に分枝して長く伸び、新しい株を形成する。

### 近縁種との差異
花はヤエヤマスミレ（学名：Viola tashiroi）と似ているが、ヤクシマスミレの唇弁が他の弁よりも特別短いのに対し、ヤエヤマスミレはそれほど短くないという違いがある。葉はヤクシマスミレの方がヤエヤマスミレより小さい。ヤエヤマスミレの亜種とする文献もあり、亜種とする場合の学名は Viola tashiroi Makiho subsp. iwagawae (Makino) K.Nakaj. である。
ヒメミヤマスミレ（学名：Viola boissieuana）の変種であるヤクシマミヤマスミレと似ているが、葉がほぼ三角形である点や、地下茎でよく繁殖する点が異なる。ヒメミヤマスミレよりも小形であり、ヒメミヤマスミレの変種とする見解もあり、その立場からの学名は Viola boissieuana Makino var. iwagawae (Makino) Ohwi と表記する。

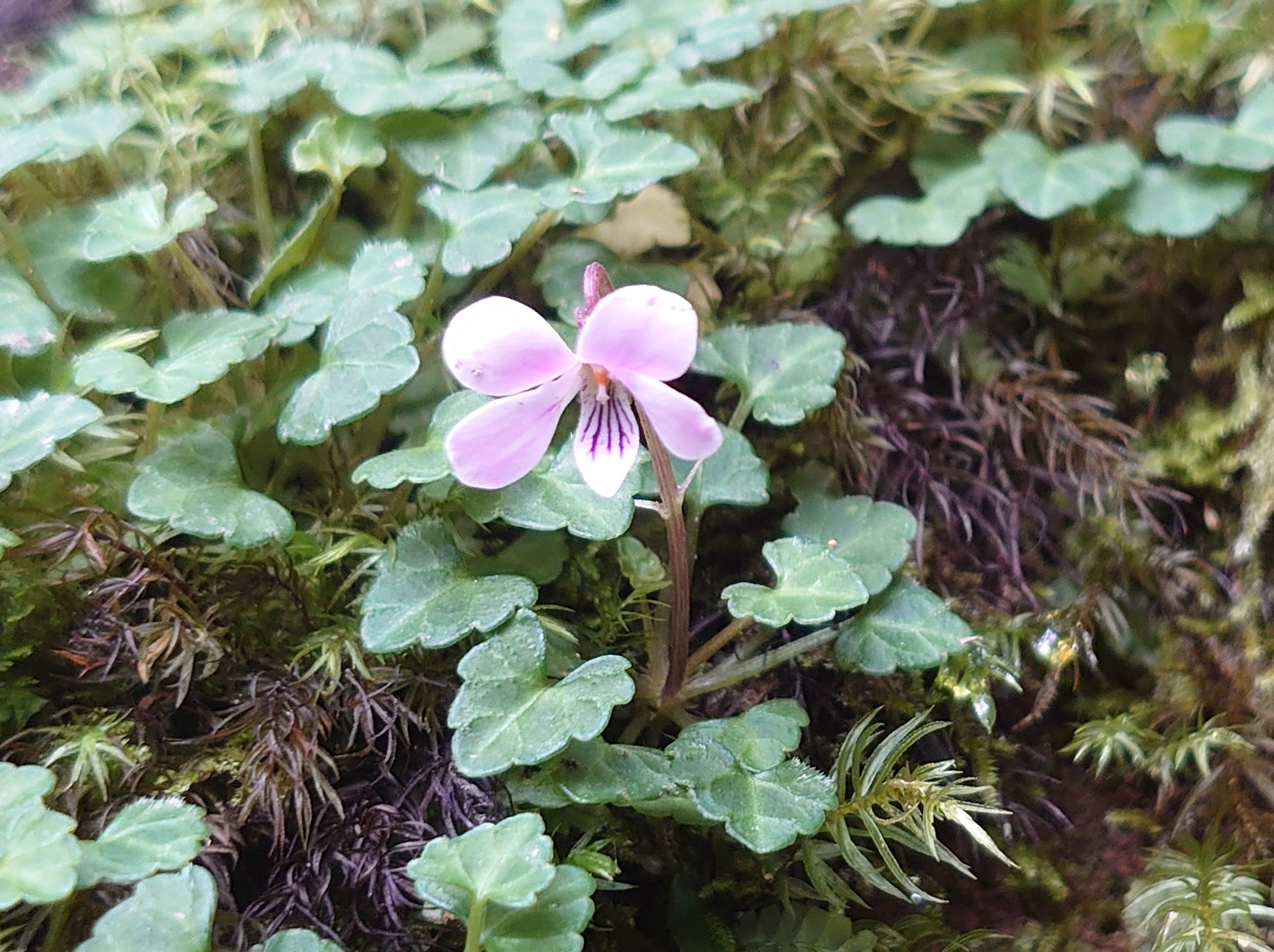
全体
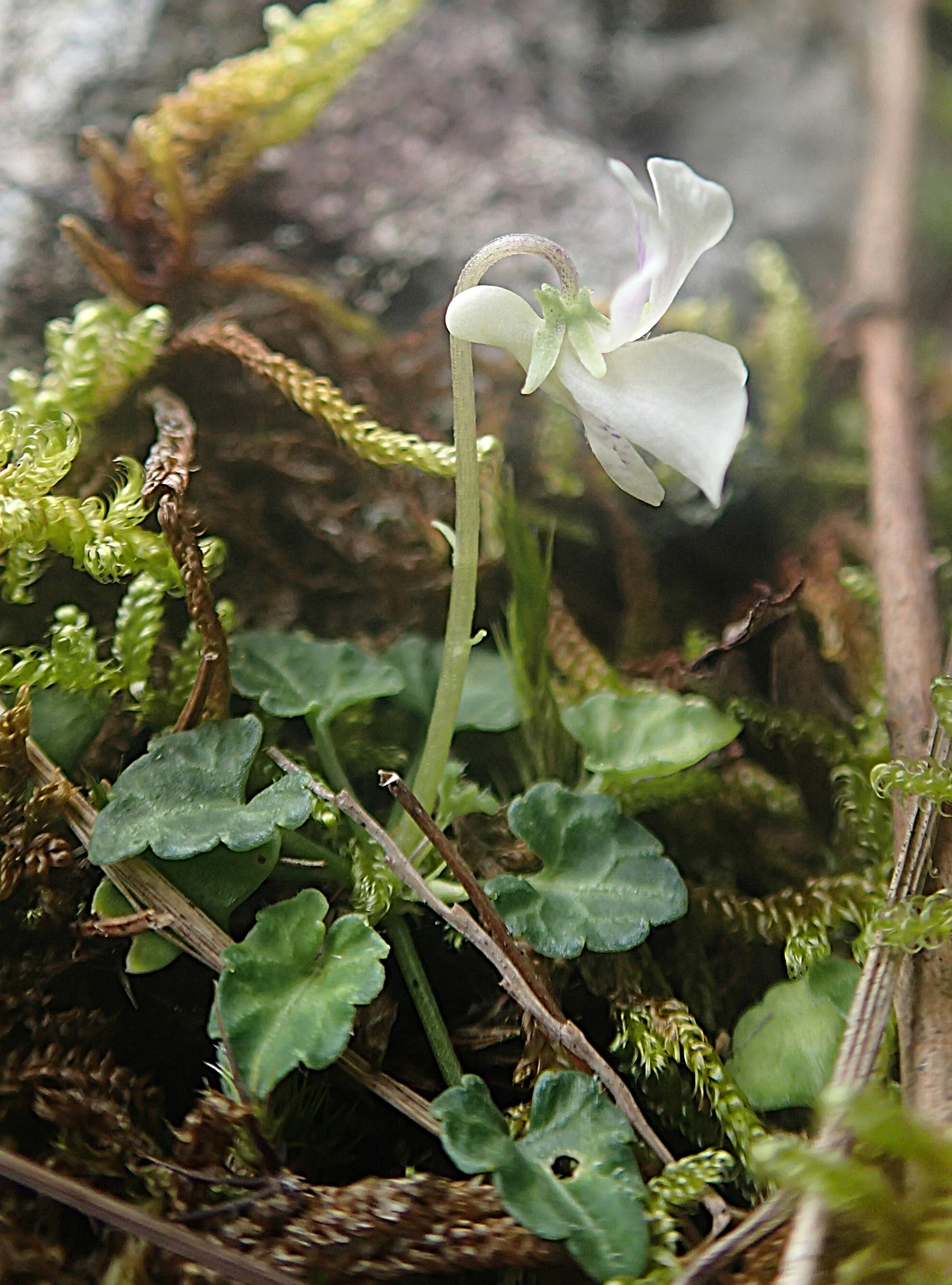
萼と距

## 分布
日本の屋久島（小杉谷、永田岳、宮之浦岳）・奄美大島（湯湾岳）・徳之島・沖縄島（北部）に分布する。琉球大学の横田昌嗣と傳田哲郎による研究によれば、ヤクシマスミレ類は沖縄島産ヤクシマスミレの系統と奄美諸島・屋久島産ヤクシマスミレの系統の間で更新世前期（約170万年前）に分化が起こったことが示唆されている。
沖縄県国頭郡国頭村にある安波のタナガーグムイ植物群落にもヤクシマスミレが自生するが、天然記念物に指定されているため、採取してはならない。野生種の保全状況評価は、鹿児島県がNT（準絶滅危惧）、沖縄県がVU（危急）である。

## 人間との関係
1909年（明治42年）9月に牧野富太郎が屋久島に植物採集に訪れた際に発見した植物である。種小名の iwagawai は、牧野の植物採集に同行した岩川角之丞への献名である。
観賞に供され、植木鉢に植えて栽培することがある。1993年（平成5年）3月には種苗法に基づいて、ヤクシマスミレを交配して作出された栽培品種「群千鳥」・「紅千鳥」が品種登録された。